# Siergiej Czepikow
Siergiej Władimirowicz Czepikow (ros. Сергей Владимирович Чепиков, ur. 30 stycznia 1967 w Chabarowsku) – rosyjski biathlonista i biegacz narciarski, reprezentujący też ZSRR i WNP, wielokrotny medalista igrzysk olimpijskich i mistrzostw świata, a także dwukrotny zdobywca Pucharu Świata.

## Kariera
Pierwszy sukces osiągnął w 1986 roku, zdobywając brązowy medal w sztafecie podczas mistrzostw świata juniorów w Falun. Na rozgrywanych rok później mistrzostwach świata juniorów w Lahti zwyciężył w biegu indywidualnym, sprincie i sztafecie. W Pucharze Świata zadebiutował 22 stycznia 1987 roku w Ruhpolding, zajmując 22. miejsce w biegu indywidualnym. Tym samym już w swoim debiucie zdobył pierwsze punkty. Na podium zawodów tego cyklu po raz pierwszy stanął 23 lutego 1988 roku w Calgary, zajmując 3. miejsce w sprincie. Wyprzedzili go jedynie Frank-Peter Roetsch z NRD i kolejny reprezentant ZSRR – Walerij Miedwiedcew. W kolejnych startach jeszcze 27 razy stawał na podium, odnosząc przy tym siedem zwycięstw. Czterokrotnie triumfował w sprincie: 15 grudnia 1990 roku w Les Saisies, 26 stycznia 1991 roku w Anterselvie, 23 lutego 1994 roku w Lillehammer i 24 stycznia 2004 roku Anterselvie, a trzy razy był najlepszy w biegu indywidualnym: 9 marca 1989 roku w Östersund, 25 stycznia 1990 roku w Ruhpolding i 13 grudnia 1990 roku w Les Saisies. Ostatnie podium w zawodach tego cyklu wywalczył 15 stycznia 2006 roku w Ruhpolding, zajmując trzecie miejsce w biegu pościgowym. Najlepsze wyniki osiągał w sezonach 1989/1990 i 1990/1991, kiedy zwyciężał w klasyfikacji generalnej. Był też trzeci w sezonie 1988/1989, za Eirikiem Kvalfossem z Norwegii oraz innym reprezentantem ZSRR – Aleksandrem Popowem.
W 1988 roku wystartował na igrzyskach olimpijskich w Calgary, zdobywając dwa medale. Zajął tam trzecie miejsce w sprincie, za Frankiem-Peterem Roetschem i Walerijem Miedwiedcewem, a razem z Dmitrijem Wasiljewem, Aleksandrem Popowem i Miedwiedcewem zdobył złoty medal w sztafecie. Na tej samej imprezie był też czwarty w biegu indywidualnym, przegrywając walkę o podium z Włochem Johannrm Passlerem o 7,4 s. Rok później, podczas mistrzostw świata w Feistritz zdobył złoto w biegu drużynowym i srebro w sztafecie.
Z mistrzostw świata w Mińsku/Oslo/Kontiolahti w 1990 roku wrócił z dwoma medalami. W biegu indywidualnym był drugi, plasując się między Miedwiedcewem a kolejnym rodakiem, Anatolijem Żdanowiczem. Następnie zajął trzecie miejsce w sprincie, za Markiem Kirchnerem z NRD i Eirikiem Kvalfossem. Kolejne dwa medale zdobył podczas mistrzostw świata w Lahti w 1991 roku, gdzie oprócz srebra w sztafecie zdobył też brązowy medal w biegu drużynowym.
Jako reprezentant WNP Czepikow zajął drugie miejsce w sztafecie na igrzyskach olimpijskich w Albertville w 1992 roku. Był tam też dziesiąty w biegu indywidualnym i czwarty w sprincie, w którym w walce o brązowy medal lepszy był Harri Eloranta z Finlandii. Za to podczas mistrzostw świata w Borowcu w 1993 roku zdobył medale w trzech z czterech konkurencji. Oprócz srebrna w sztafecie, był też drugi w biegu drużynowym, a biegu indywidualnym zajął trzecią pozycję, ulegając tylko Włochowi Andreasowi Zingerle i innemu Rosjaninowi – Siergiejowi Tarasowowi. Ponadto na igrzyskach w Lillehammer zwyciężył w sprincie, zostając tym samym pierwszym w historii rosyjskim mistrzem olimpijskim w tej konkurencji. Pozostałe miejsca na podium zajęli Niemiec Ricco Groß oraz Siergiej Tarasow. Wspólnie z kolegami z reprezentacji po raz kolejny był drugi w sztafecie.
Od sezonu 1994/1995 startował w biegach narciarskich. W Pucharze Świata zadebiutował 26 listopada 1995 roku w Vuokatti, gdzie zajął 21. miejsce w biegu na 10 km techniką klasyczną. Tym samym już w debiucie zdobył pierwsze punkty. Nigdy nie stanął na podium indywidualnych zawodów tego cyklu, jednak w sztafecie dokonał tego kilkukrotnie, w tym 7 grudnia 1997 roku w Santa Caterina wraz z kolegami był najlepszy. Najlepsze wyniki osiągał w sezonie 1995/1996, gdy zajął 19. miejsce w klasyfikacji generalnej. W 1995 roku wystąpił na mistrzostwach świata w Thunder Bay, gdzie był między innymi trzynasty na dystansie 50 km stylem dowolnym i szósty w sztafecie. Podczas mistrzostw świata w Trondheim dwa lata później był szesnasty w biegu na 10 km klasykiem, czternasty w biegu łączonym, osiemnasty w biegu na 50 km klasykiem oraz czwarty w sztafecie. Wystąpił też na igrzyskach olimpijskich w Nagano w 1998 roku, plasując się między innymi na dziewiątej pozycji w biegu łączonym i piątej w sztafecie.
Od sezonu 2001/2002 powrócił do rywalizacji w biathlonie. W lutym 2002 roku startował na igrzyskach w Salt Lake City, zajmując ósme miejsce w biegu indywidualnym i czwarte w sztafecie. Już rok później zdobył srebrny medal w sztafecie na mistrzostwach świata w Chanty-Mansyjsku. Wynik ten powtórzył podczas mistrzostw świata w Hochfilzen w 2005 roku, zdobywając tam też srebro w biegu pościgowym. Rozdzielił tam Norwega Ole Einara Bjørndalena i Niemca Svena Fischera. W tym samym roku wystąpił również na mistrzostwach świata sztafet mieszanych w Chanty-Mansyjsku, zajmując drugie miejsce. Brał też udział w igrzyskach olimpijskich w Turynie w 2006 roku, zdobywając między innymi trzeci srebrny medal olimpijski w sztafecie. W startach indywidualnych zajął czwarte miejsce w biegu indywidualnym, piąte w biegu masowym oraz 23. miejsce w sprincie. Ostatni medal zdobył podczas mistrzostw świata sztafet mieszanych w Pokljuce w tym samym roku, zwyciężając razem z Anną Bogalij, Iriną Malginą i Nikołajem Krugłowem.
Jego żoną jest Jelena Mielnikowa.

## Osiągnięcia w biathlonie

### Igrzyska olimpijskie
| Rok  | Miejscowość    | Konkurencje | Konkurencje | Konkurencje | Konkurencje | Konkurencje | Konkurencje | Konkurencje |
| Rok  | Miejscowość    | IN          | SP          | PU          | MS          | RL          | MR          | SR          |
| ---- | -------------- | ----------- | ----------- | ----------- | ----------- | ----------- | ----------- | ----------- |
| 1988 | Calgary        | 4.          | 3.          | nd.         | nd.         | 1.          | nd.         | –           |
| 1992 | Albertville    | 10.         | 4.          | nd.         | nd.         | 2.          | nd.         | –           |
| 1994 | Lillehammer    | 8.          | 1.          | nd.         | nd.         | 2.          | nd.         | –           |
| 2002 | Salt Lake City | 8.          | –           | –           | nd.         | 4.          | nd.         | –           |
| 2006 | Turyn          | 4.          | 23.         | –           | 5.          | 2.          | nd.         | –           |

### Mistrzostwa świata
| Rok  | Miejscowość            | Konkurencje | Konkurencje | Konkurencje | Konkurencje | Konkurencje | Konkurencje | Konkurencje |
| Rok  | Miejscowość            | IN          | SP          | PU          | MS          | RL          | MR          | SR          |
| ---- | ---------------------- | ----------- | ----------- | ----------- | ----------- | ----------- | ----------- | ----------- |
| 1989 | Feistritz              | 7.          | 7.          | nd.         | nd.         | 2.          | nd.         | –           |
| 1990 | Mińsk/Oslo/Kontiolahti | 2.          | 3.          | nd.         | nd.         | 5.          | nd.         | –           |
| 1991 | Lahti                  | 5.          | 15.         | nd.         | nd.         | 2.          | nd.         | –           |
| 1993 | Borowec                | 3.          | 5.          | nd.         | nd.         | 2.          | nd.         | –           |
| 2003 | Chanty-Mansyjsk        | –           | 52.         | 32.         | 10.         | 2.          | nd.         | –           |
| 2004 | Oberhof                | 40.         | –           | –           | 24.         | –           | nd.         | –           |
| 2005 | Hochfilzen             | 32.         | 4.          | 2.          | 8.          | 2.          | nd.         | –           |
| 2005 | Chanty-Mansyjsk        | nd.         | nd.         | nd.         | nd.         | nd.         | 2.          | –           |
| 2006 | Pokljuka               | nd.         | nd.         | nd.         | nd.         | nd.         | 1.          | –           |

### Puchar Świata

#### Miejsca w klasyfikacji generalnej
| Sezon     | Miejsce |
| --------- | ------- |
| 1986/1987 | 71.     |
| 1987/1988 | 59.     |
| 1988/1989 | 3.      |
| 1989/1990 | 1.      |
| 1990/1991 | 1.      |
| 1991/1992 | 11.     |
| 1992/1993 | 9.      |
| 1993/1994 | 31.     |
| 2001/2002 | 23.     |
| 2002/2003 | 7.      |
| 2003/2004 | 16.     |
| 2004/2005 | 4.      |
| 2005/2006 | 14.     |
| 2006/2007 | 57.     |

#### Miejsca na podium chronologicznie
| Lp. | Dzień       | Rok  | Miejscowość | Konkurencja                | Lokata | Pudła   | Czas biegu | Strata  | Zwycięzca             |
| --- | ----------- | ---- | ----------- | -------------------------- | ------ | ------- | ---------- | ------- | --------------------- |
| 1.  | 23 lutego   | 1988 | Calgary     | Sprint na 10 km            | 2.     | 0+0     | 25:08,1    | +21,3   | Frank-Peter Roetsch   |
| 2.  | 2 marca     | 1989 | Hämeenlinna | Bieg indywidualny na 20 km | 3.     | 0+0+0+1 | 1:06:02,0  | +1:01,3 | Aleksandr Popow       |
| 3.  | 9 marca     | 1989 | Östersund   | Bieg indywidualny na 20 km | 1.     | 0+0+0+0 | 54:06,4    | –       | –                     |
| 4.  | 18 marca    | 1989 | Steinkjer   | Sprint na 10 km            | 2.     | 0+0     | 28:41,0    | +32,0   | Fritz Fischer         |
| 5.  | 19 stycznia | 1990 | Anterselva  | Sprint na 10 km            | 2.     | 0+1     | 28:50,6    | +4,3    | Jurij Kaszkarow       |
| 6.  | 25 stycznia | 1990 | Ruhpolding  | Bieg indywidualny na 20 km | 1.     | 1       | 58:19,7    | –       | –                     |
| 7.  | 20 lutego   | 1990 | Mińsk       | Bieg indywidualny na 20 km | 2.     | 0+0+0+0 | 1:06:39,7  | +23,3   | Walerij Miedwiedcew   |
| 8.  | 10 marca    | 1990 | Oslo        | Sprint na 10 km            | 3.     | 1+1     | 25:48,9    | +32,0   | Mark Kirchner         |
| 9.  | 15 marca    | 1990 | Kontiolahti | Bieg indywidualny na 20 km | 2.     | 1+1+0+0 | 59:24,2    | +30,3   | Eirik Kvalfoss        |
| 10. | 13 grudnia  | 1990 | Les Saisies | Bieg indywidualny na 20 km | 1.     | 0+0+0+0 | 1:08:31,8  | –       | –                     |
| 11. | 15 grudnia  | 1990 | Les Saisies | Sprint na 10 km            | 1.     | 0+1     | 29:40,9    | –       | –                     |
| 12. | 24 stycznia | 1991 | Anterselva  | Bieg indywidualny na 20 km | 2.     | 0+2+1+0 | 59:03,6    | +1:03,4 | Aleksandr Popow       |
| 13. | 26 stycznia | 1991 | Anterselva  | Sprint na 10 km            | 1.     | 0+0     | 27:45,1    | –       | –                     |
| 14. | 23 stycznia | 1992 | Anterselva  | Bieg indywidualny na 20 km | 2.     | 0+2+0+0 | 57:43,5    | +33,3   | Walerij Kirijenko     |
| 15. | 10 marca    | 1992 | Fagernes    | Bieg indywidualny na 20 km | 2.     | 0+1+1+0 | 1:01:52,0  | +44,0   | Mark Kirchner         |
| 16. | 14 marca    | 1992 | Fagernes    | Bieg indywidualny na 20 km | 3.     | 1+2+0+1 | 1:01:59,0  | +2:03,0 | Geir Einang           |
| 17. | 11 lutego   | 1993 | Borowec     | Bieg indywidualny na 20 km | 3.     | 1+0+0+0 | 53:05,4    | +1:32,9 | Andreas Zingerle      |
| 18. | 16 grudnia  | 1993 | Pokljuka    | Sprint na 10 km            | 2.     | 0+1+0+0 | 53:51,4    | +11,1   | Patrice Bailly-Salins |
| 19. | 23 lutego   | 1994 | Lillehammer | Sprint na 10 km            | 1.     | 0+0     | 28:07,0    | –       | –                     |
| 20. | 9 stycznia  | 2003 | Oberhof     | Sprint na 10 km            | 2.     | 0+0     | 26:08,3    | +4,2    | Ole Einar Bjørndalen  |
| 21. | 8 lutego    | 2003 | Lahti       | Sprint na 10 km            | 2.     | 0+0     | 26:27,5    | +4,5    | Alexander Wolf        |
| 22. | 19 grudnia  | 2003 | Osrblie     | Sprint na 10 km            | 3.     | 0+1     | 24:05,4    | +21,2   | Siergiej Rożkow       |
| 23. | 10 stycznia | 2004 | Pokljuka    | Bieg pościgowy na 12,5 km  | 3.     | 1+1+0+1 | 36:18,8    | +11,5   | Ole Einar Bjørndalen  |
| 24. | 24 stycznia | 2004 | Anterselva  | Sprint na 10 km            | 1.     | 0+0     | 25:09,6    | –       | –                     |
| 25. | 23 stycznia | 2005 | Anterselva  | Bieg pościgowy na 12,5 km  | 2.     | 0+0+0+1 | 32:16,5    | +1:52,4 | Ole Einar Bjørndalen  |
| 26. | 9 lutego    | 2005 | Pragelato   | Bieg indywidualny na 20 km | 2.     | 1+0+0+0 | 53:18,7    | +15,3   | Michael Greis         |
| 27. | 6 marca     | 2005 | Hochfilzen  | Bieg pościgowy na 12,5 km  | 2.     | 0+0+0+0 | 36:41,4    | +39,2   | Ole Einar Bjørndalen  |
| 28. | 15 stycznia | 2006 | Ruhpolding  | Bieg pościgowy na 12,5 km  | 3.     | 0+0+1+0 | 39:08,4    | +0,6    | Michael Rösch         |

## Osiągnięcia w biegach narciarskich

### Igrzyska olimpijskie
| Miejsce | Dzień     | Rok  | Miejscowość | Konkurencja             | Czas biegu | Strata  | Zwycięzca       |
| ------- | --------- | ---- | ----------- | ----------------------- | ---------- | ------- | --------------- |
| 32.     | 9 lutego  | 1998 | Nagano      | 30 km stylem klasycznym | 1:33:55,8  | +8:04,1 | Mika Myllylä    |
| 22.     | 12 lutego | 1998 | Nagano      | 10 km stylem klasycznym | 27:24,5    | +1:31,4 | Bjørn Dæhlie    |
| 18.     | 14 lutego | 1998 | Nagano      | 10+15 km pościgowy      | 1:07:01,7  | +1:22,6 | Thomas Alsgaard |
| 5.      | 17 lutego | 1998 | Nagano      | Sztafeta 4x10 km        | 1:40:55,7  | +1:43,8 | Norwegia        |

### Mistrzostwa świata
| Miejsce | Dzień     | Rok  | Miejscowość | Konkurencja             | Czas biegu | Strata  | Zwycięzca        |
| ------- | --------- | ---- | ----------- | ----------------------- | ---------- | ------- | ---------------- |
| 35.     | 11 marca  | 1995 | Thunder Bay | 10 km stylem klasycznym | 24:52,3    | +2:21,2 | Władimir Smirnow |
| 19.     | 13 marca  | 1995 | Thunder Bay | 10+15 km pościgowy      | 1:06:19,5  | +2:14,5 | Władimir Smirnow |
| 11.     | 17 marca  | 1995 | Thunder Bay | Sztafeta 4x10 km        | 1:34:27,1  | +2:58,1 | Norwegia         |
| 13.     | 19 marca  | 1995 | Thunder Bay | 50 km stylem dowolnym   | 1:56:36,0  | +4:48,7 | Silvio Fauner    |
| 16.     | 24 lutego | 1997 | Trondheim   | 10 km stylem klasycznym | 23:41,8    | +1:16,5 | Bjørn Dæhlie     |
| 14.     | 25 lutego | 1997 | Trondheim   | 10+15 km pościgowy      | 1:00:11,1  | +3:03,4 | Bjørn Dæhlie     |
| 4.      | 28 lutego | 1997 | Trondheim   | Sztafeta 4x10 km        | 1:37:06,1  | +2:51,0 | Norwegia         |
| 18.     | 2 marca   | 1997 | Trondheim   | 50 km stylem klasycznym | 2:16:37,5  | +8:20,2 | Mika Myllylä     |

### Puchar Świata

#### Miejsca w klasyfikacji generalnej
- sezon 1994/1995: 50.
- sezon 1995/1996: 19.
- sezon 1996/1997: 21.
- sezon 1997/1998: 49.

#### Miejsca na podium
Czepikow nigdy nie stanął na podium indywidualnych zawodów PŚ.